# Tim Hamilton
Tim Hamilton, bürgerlicher Name David Fiala (* 12. April 1982 in Přerov, Tschechoslowakei), ist ein ehemaliger tschechischer Pornodarsteller und Blogger.

## Leben

### Familie und Anfänge
Tim Hamilton stammte aus schwierigen Familienverhältnissen. Beide Elternteile waren geschieden und lebten mit ihren neuen Familien. Hamilton fühlte sich keiner der beiden Familien wirklich zugehörig. Der Regisseur George Duroy beschrieb Hamilton, als er ihn erstmals kennenlernte, als „unbeholfen“ und „ungeschickt“.
Hamilton, der sich selbst als bisexuell bezeichnete, hatte zunächst nicht die Absicht, als Pornodarsteller zu arbeiten. Er wollte ursprünglich Profifußballer werden. Im Alter von 18 Jahren wurde er in einem Nachtclub von einem Modelscout angesprochen, der ihn als Unterwäsche-Model vermitteln wollte. Während seiner Modeltätigkeit erfuhr Hamilton jedoch, dass viele der Darsteller auch in schwulen Pornofilmen mitwirkten. Nach einer Zeit des Überlegens und einem Besuch am Set eines Porno-Drehs, entschied sich Hamilton für eine Karriere als Pornodarsteller, um auf diese Weise schnell „gutes Geld“ zu verdienen.

### Pornodarsteller und Model
Hamilton war als „aktiver“ und „passiver“ (versatile) Schauspieler in verschiedenen Filmen der Pornoindustrie zu sehen. Seine Karriere begann im Jahr 2000 mit einem Exklusiv-Vertrag bei Bel Ami, wo er für seinen ersten Film Flings (2000) zunächst als Top gecastet worden war, aber schließlich in seiner allerersten Sexszene vor der Kamera die passive Rolle an der Seite des jungen lettischen Darstellers Marcel Bouvier übernahm. Aufgrund seines Aussehens als „netter Junge von Nebenan“, seiner blonden Haare und seines unbehaarten Oberkörpers wurde Hamilton von Bel Ami gezielt als europäischer „Twink“ vermarktet und entwickelte sich, nachdem er in seiner Rolle als Twink gefördert und aufgebaut worden war, nach einiger Zeit zu einem der herausragenden Darsteller des Studios, der sich großer Beliebtheit bei den Bel Ami-Fans erfreute. Bekannt wurde er insbesondere auch für seine Darstellung des analen Orgasmus.
Hamilton drehte nach seinem Bel Ami-Debüt insg. zehn weitere Spielfilme für das Studio, u. a. Greek Holiday (2004) und Lukas in Love (2005), die mittlerweile zu Klassikern des schwulen osteuropäischen Pornofilms gehören und später auch in digital überarbeiteter Fassung wiederveröffentlicht wurden. Zu seinen Partnern gehörten Lukas Ridgeston, Jeff Daniels, Dano Sulik und Tommy Hansen, mit dem er auch Bareback-Szenen drehte. Auf dem Höhepunkt von Hamiltons Popularität veröffentlichte Bel Ami 2005 den Film The Private Life of Tim Hamilton, der ihn in Sexszenen mit seinem damaligen Lebenspartner Danny Saradon zeigt. Die Arbeit mit ihm am Set gestaltete sich jedoch mit der Zeit zunehmender schwieriger, sodass Hamilton schließlich von Bel Ami aus seinem Vertrag entlassen wurde, nachdem mehrere Darsteller nicht mehr mit ihm zusammenarbeiten wollten.
Seinen letzten Film Knockout (2007) drehte Hamilton für Falcon International Videos. Für seine Szene mit Buck Monroe, in der er einen jungen Mann (stud) verkörpert, der unbedingt mit dem neuen Barmann Sex haben will, wurde Hamilton 2008 bei den GayVN Awards in der Kategorie „Best Actor – Foreign Release“ nominiert.
Im Jahr 2005 erhielt er einen GayVN Award als bester Darsteller in der Kategorie „Best Actor – Foreign Release“ für seine Darstellung in Greek Holiday: Cruising the Aegean.
Neben seiner Tätigkeit als Pornodarsteller war Hamilton intensiv auch als Model tätig. In verschiedenen Magazinen erschienen mehrseitige Fotostrecken mit Hamilton, u. a. in der Vogue Homme International (Ausgabe Spring/Summer 2001) und in Freshmen/Next Generation (2002). Nach seiner Pornokarriere war Tim Hamilton in der Tschechischen Republik unter seinem bürgerlichen Namen als Model tätig und war u. a. auch bei der Prager Model-Agentur des tschechischen Ex-Models Agáta Hanychová unter Vertrag, was bei Bekanntwerden seiner Vergangenheit ein Medienecho auslöste.

### YouTuber und Blogger
Hamilton betreibt unter dem Pseudonym David Stallone seinen eigenen YouTube-Kanal Dejvid'S LIFE, auf dem er Videos aus seinem Leben hochlädt, die insbesondere sein Interesse für Autos und Reisen zeigen. In seinen YouTube-Videos hält er seine Reiseerfahrungen (u. a. Australien, Indien, Nepal, Himalaya, Korea, Japan, Thailand) mit der Kamera fest und teilt diese mit seinen Fans. Er präsentierte sich auch in sozialen Netzwerken als Reiseexperte und Reiseblogger. Als Blogger betreibt er unter dem Namen David stallone auch einen Facebook-Account.
2016 gab Hamilton ein privates Interview für Bel Ami Online, in dem er über sein Leben nach der Pornokarriere, seine Hobbys, Religion und über seine sexuellen Vorlieben für philippinische Ladyboys spricht. Die tschechische Boulevardzeitung EXtra berichtete im Mai 2017 über Hamilton und zeigte ihn mit seiner Freundin, mit der er eine „offene Beziehung“ führt.
Seinen privaten Facebook-Account führt er unter dem Namen David Davcak. Zu Hamiltons weiteren Hobbys gehören Fußball und Fitness.

## Filmografie (Auswahl)
- 2000: 101 Men – Part 8
- 2000: Flings
- 2001: CoverBoys
- 2003: Just for Fun
- 2004: Greek Holiday Part 1: Cruising the Aegean
- 2004: Greek Holiday Part 2: Cruising Mykonos
- 2005: Lukas in Love Part 1
- 2005: Lukas in Love Part 2
- 2005: The Private Life of Tim Hamilton
- 2005: Too Many Boys 1
- 2007: Red Hot Chili Sex
- 2007: Knockout

## Preise und Auszeichnungen (Auswahl)
- 2005: GayVN Award in der Kategorie „Best Actor – Foreign Release“ für Greek Holiday 1-2, Bel Ami
- 2008: Golden Dickie Awards, Nominierung in der Kategorie „Best Major Studio Twink Performer“
- 2008: GayVN Awards, Nominierung in der Kategorie „Best Actor – Foreign Release“ für Knockout (Falcon International)